# Pituba (Gentio do Ouro)
Pituba é um distrito do município brasileiro de Gentio do Ouro, no estado da Bahia. Sua população urbana em 2010 era de 1.556 habitantes, conforme dados do IBGE.

## História
O distrito de Pituba foi criado pela lei estadual nº 4566, de 05/11/1985, e anexado ao município de Gentio do Ouro.
O nome Pituba é originário do termo tupi pitu'a. Seu nome significa "bafo", "exalação", "maresia".